# Pavetta umtalensis
Pavetta umtalensis är en måreväxtart som beskrevs av Cornelis Eliza Bertus Bremekamp. Pavetta umtalensis ingår i släktet Pavetta och familjen måreväxter. Inga underarter finns listade i Catalogue of Life.